# Black Mask (revista)

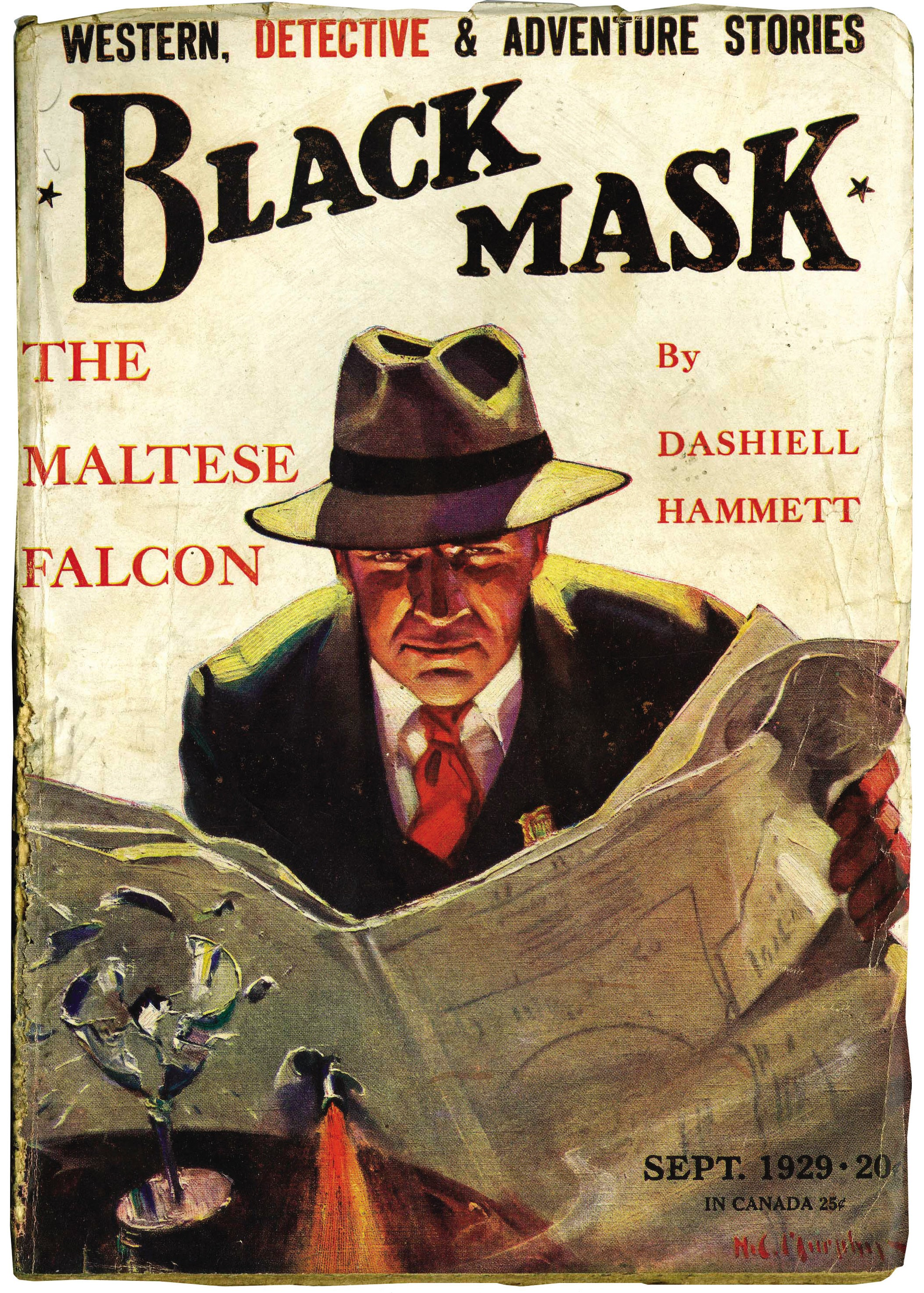
Portada de Black Mask

Black Mask fue una revista del género pulp fundada en 1920 por el periodista H. L. Mencken. No solo publicaba ficción, ofreciendo, dependiendo de la edición historias de aventura, detectives, romances, y lo oculto.
Después de ocho números, Mencken consideró que su inversión inicial de US$ 500 había dado suficiente ganancia, y vendió la revista a sus publicadores, Eltinge Warner y Eugene Crow por US$ 12,500. Joseph Shaw se convirtió en el editor.
Black Mask alcanzó su máximo en ventas en la década de 1930, pero luego, el interés popular comenzó a aumentar en los cómics, libros baratos de bolsillo, la radio y el cine. En 1936, rehusando pagar a los escritores, Shaw renunció, y muchos de los escritores de alto nivel (como Carroll John Daly, Dashiell Hammett, Raymond Chandler, Erle Stanley Gardner y Hugh B. Cave) abandonaron la revista con él. Desde ese punto en adelante Black Mask entró en decadencia, y dejó de producirse en 1951.
Black Mask fue específicamente la revista de "pulp fiction" que en 1994 inspiró a Quentin Tarantino a crear la película Pulp Fiction. Originalmente, su título sería Black Mask, pero luego la producción decidió cambiarlo.